# Калинино (Кадуйский район)
Калинино — деревня в Кадуйском районе Вологодской области.
Входит в состав Никольского сельского поселения, с точки зрения административно-территориального деления — в Никольский сельсовет.
Расстояние по автодороге до районного центра Кадуя — 30 км, до центра муниципального образования села Никольское — 6 км. Ближайшие населённые пункты — Занино, Ивановское, Калинниково, Лыковская, Мелентьево, Мокашево, Семеновская, Тарасовская, Терпеново, Чертова, Шутовская.
По данным переписи в 2002 году постоянного населения не было.